# Keith Erickson
Keith Raymond Erickson (San Francisco, 19 aprile 1944) è un ex cestista ed ex pallavolista statunitense, professionista nella NBA.

## Carriera
Venne selezionato dai San Francisco Warriors al terzo giro del Draft NBA 1965 (18ª scelta assoluta).

## Palmarès
- 2 volte campione NCAA (1964, 1965)
- NCAA AP All-America Third Team (1965)
- Campionato NBA: 1

Los Angeles Lakers: 1972